# Pokroje (stacja kolejowa)
Pokroje (ros. Пакруойис) – stacja kolejowa w miejscowości Pokroje, w rejonie pokrojskim, w okręgu szawelskim, na Litwie.